# 艾度·托利斯
艾度·托利斯（西班牙語：Eduard Torres Girbau，1964年5月26日—），生於西班牙巴塞隆納，西班牙職業籃球教練，亦是香港籃壇首位歐洲職業教練，於2017年4月帶領東方龍獅首度參賽即奪得ABL總冠軍，曾擔任香港甲一籃球聯賽及東南亞職業籃球聯賽球隊東方龍獅主教練，曾擔任墨西哥國家職業聯賽球隊哈拉帕獵鷹主教練及擔任墨西哥國家男子籃球隊助教。

## 教練生涯
艾度·托利斯生於西班牙巴塞羅那，在巴塞隆拿成長，於1985年在巴達洛納展開教生涯，擁有約30年執教經驗，曾帶領多支當地球隊參加西班牙籃球甲級聯賽（Liga ACB），該聯賽為西班牙國內最高級別籃球聯賽，亦被譽為除NBA以外最高水平的國家級籃球聯賽，參賽球隊包括皇家馬德里，巴塞羅那和馬拉加等多支傳統勁旅，又於2001年帶領列伊達籃球隊取得西乙冠軍及升班，翌年領軍取得頂級聯賽第八名的佳績，獲得西班牙籃球教練總會的年度最佳教練獎。
近年艾度·托利斯來到中國發展，擔任中國NBL職業籃球聯賽主教練工作，於2014年轉戰中國全國男子籃球聯賽（NBL）球隊長沙柏寧雪狼。2016年9月5日，東方龍獅籃球隊宣布由教練艾度托利斯執教，以曾在西班牙籃球甲級聯賽征戰多年的經驗，帶領球隊在東南亞職業籃球聯賽及香港甲一籃球聯賽等本地賽事雙線發展。2017年3月23日，艾度托利斯帶領首次參賽的東方龍獅以16勝4負佳績完成20場常規賽賽事，成為2016–17年ABL常規賽冠軍。2017年4月23日，東方龍獅於ABL總決賽第4回合作客新加坡騰飛之師，經過2次加時後，球隊終以82–80擊敗對手，於5場3勝制的總決賽以場數3–1首度參賽即奪得冠軍，並成為ABL東南亞職業籃球聯賽史上首支來自香港的總冠軍，而艾度托利斯則獲頒發ABL年度最佳教練。

## 家庭生活
艾度·托利斯已離婚，三名子女現居於西班牙。

## 外部連結
- 香港籃球總會網頁 （页面存档备份，存于）